# Іванес Мірзоєв
Іванес (Іван) Мірзоєв (вірм. Հովաննես Միրզոյան) (помер 1880) — вірменський бізнесмен, перша людина, яка бурила нафту в Баку, і вважається одним із «батьків-засновників» бакинської нафтової промисловості. Він заснував нафтову компанію братів Мірзоєвих, яка на той час стала однією з найефективніших і стійких компаній у світовій нафтовій промисловості. Він був вірменського походження.

## Життєпис
Народився у вірменській родині в Тбілісі, Іван Мірзоєв переїхав до Баку і почав працювати в торгівлі шовком. У 1855 році він відкрив рибальську компанію на березі Каспійського моря, в якій працювало 2500 людей .

## Нафтовий бізнес
У період між 1821 і 1872 роками російський царський уряд зберігав монополію на нафтові родовища Апшеронського півострова .
У 1863 році за допомогою урядових поступок Мірзоєв відкрив перший нафтопереробний завод на Апшеронському півострові . Мірзоєв, який тримав концесії на Апшероні з 1863 року, негайно скористався можливістю побудувати власні бурові майданчики, як тільки монополія російського уряду припинилася в 1872 році.
У Сураханах Мірзоєв заснував два гасових заводи і випустив 160 тис. тонн гасу на суму 260 тис. руб.. Цей проект зробив його першим експортером нафти з Азербайджану.
У 1871 році Мірзоєв за допомогою дерев'яних прутів пробив свердловину глибиною 45 метрів, яка давала добовий дебіт 2000 кубічних метрів на Балаханських нафтових промислах . Це була перша успішна операція з буріння нафти в історії Баку.
Успіх буріння Мірзоєва був першим елементом, що сприяв Бакинському нафтовому буму.  Згодом Мірзоєв став великим покупцем нафти в Баку та його околицях.
Після смерті Мірзоєва його дружина Дарія, сини Григорій і Мелкон, а також дочка Марія в 1886 році заснували нафтову промисловість і товариство, відоме як «Брати Мірзоєви» з великим капіталом 2,1 мільйона рублів . Компанія залишалася активною до 1918 року, коли була змушена закритися через масові вбивства вірмен.

## Цікаво
Їхня Перша свердловина «Товариства братів Мірзоєвих» була закладена 1869 р. на балаханському родовищі й могла відразу дати велику нафту. Але під час пробного черпання желонкою із свердловини прорвалися водяні струмені, полетіло каміння й пісок, супроводжувані нестерпним гуркотом. Перелякані бурильники забили стовбур свердловини камінням, глиною, піском, чим перекрили... «вихід нечистої сили» (для надійності над свердловиною встановили дерев’яний хрест). 
Друга свердловина Мірзоєвих була пробурена в Балаханах 1871 р. і на глибині близько 45 м почала давати ще небачені на Апшероні припливи нафти: перша доба – 11,2 т, друга – 32 т, і так щодень – дедалі більше й більше. Розпочався справжній ажіотаж буріння нафтових свердловин.